# Alba: A Wildlife Adventure
Alba: A Wildlife Adventure és un joc d'aventures de món obert desenvolupat per Ustwo Games. El joc se centra a explorar el món i conservar la vida salvatge. El joc es va llançar l'11 de desembre de 2020 per a iOS i macOS a través de Apple Arcade i Microsoft Windows, i per a Nintendo Switch, PlayStation 4, PlayStation 5, Xbox One i Xbox Series X/S el 9 de juny de 2021.

## Sinopsi
El joc té lloc a Secarral, un poble insular fictici inspirat en el País Valencià. La protagonista, una xicona anomenada Alba Singh, vola des de Gran Bretanya per visitar els seus iaios i passar una setmana de vacances. Després d'ajudar a rescatar un dofí encallat, ella i la seua amiga Inés formen un equip a favor de la natura. El sendemà, l'alcalde anuncia que la reserva natural local, que va patir un incendi forestal, es convertirà en un hotel de luxe. Les xicones decideixen recollir signatures per impedir-ho. Ajuden amb múltiples tasques de neteja i rescat d'animals, a més de fotografiar i catalogar la fauna local per tal conscienciar. Un dels objectius finals és descobrir un linx ibèric.

## Recepció
Va rebre crítiques positives, que van lloar el món obert i l'estil visual del joc. El joc té una puntuació de 79 a Metacritic.
Christian Donlan, d'Eurogamer, va elogiar el realisme present als entorns del joc. També va gaudir de l'entorn insular de Pinar del Mar, i elogià la seua semblança amb ambientacions reals.
A Marcus Stewart de Game Informer li va agradar la mecànica fotogràfica d'Alba, comparant-ho amb Pokémon Snap, tot i que va expressar la seua decepció per la manca de varietat entre els animals.
Júpiter Hadley, a Pocket Gamer, va elogiar com les accions del jugador van tenir un impacte a l'illa.
El joc va guanyar els Apple Design Awards el 2021 en la categoria d'impacte social.